# Universidade de Tecnologia de Queensland
A Universidade de Tecnologia de Queensland, ou, na sua forma portuguesa, da Queenslândia , abreviada como QUT, (em inglês: Queensland University of Technology) é uma universidade localizada em Queensland, Austrália, fundada em 1989.
A QUT está localizada em três campi na região de Brisbane : Gardens Point, Kelvin Grove e Caboolture. A universidade tem aproximadamente 35 mil estudantes de graduação e 5 mil estudantes de pós graduação, dos quais 6 mil são estudantes internacionais.
A QUT está ranqueada entre as as 10 melhores universidades australianas e aparece nos primeiros 3% das melhores universidades mundiais. Também foi ranqueada como a Melhor Universidade Australiana com menos de 50 anos pelo Top 100 da Times Higher Education, e recebeu a 26ª posição globalmente nessa categoria.

## História
A história da QUT começa em 1849. A forma atual da universidade foi fundada em 1989, quando houve a fusão entre Instituto de Tecnologia de Queensland (QIT) e o Brisbane College of Advanced Education.
O QIT, por sua vez, teve como seus instituições predecessoras
- Brisbane School of Arts (1849)
- Brisbane Technical College (1882)
- Central Technical College (1908)

Já o Brisbane College of Advanced Education (1982), foi fruto da combinação de múltiplas instituições predecessoras:
- Brisbane Kindergarten Training College (1911)
- Brisbane Kindergarten Teachers College (1965)
- Queensland Teachers Training College (1914)
- Kelvin Grove Teachers College (1961)
- Kelvin Grove College of Advanced Education (1976)
- Kedron Park Teachers College (1961)
- North Brisbane College of Advanced Education (1974)

O campus Gardens Point era ocupado no século XIX apenas pelo prédio que foi previamente a Casa do Governo de Queensland e hoje é conhecida como Old Government House.  Durante a realocação da casa do governador, em 1909, o prédio e a área de 5 hectares foi reservada para abrigar uma universidade e um colégio técnico. A primeira universidade no local foi a Universidade de Queensland que foi movida para o bairro de St. Lucia onde permanece até hoje.

## Educação

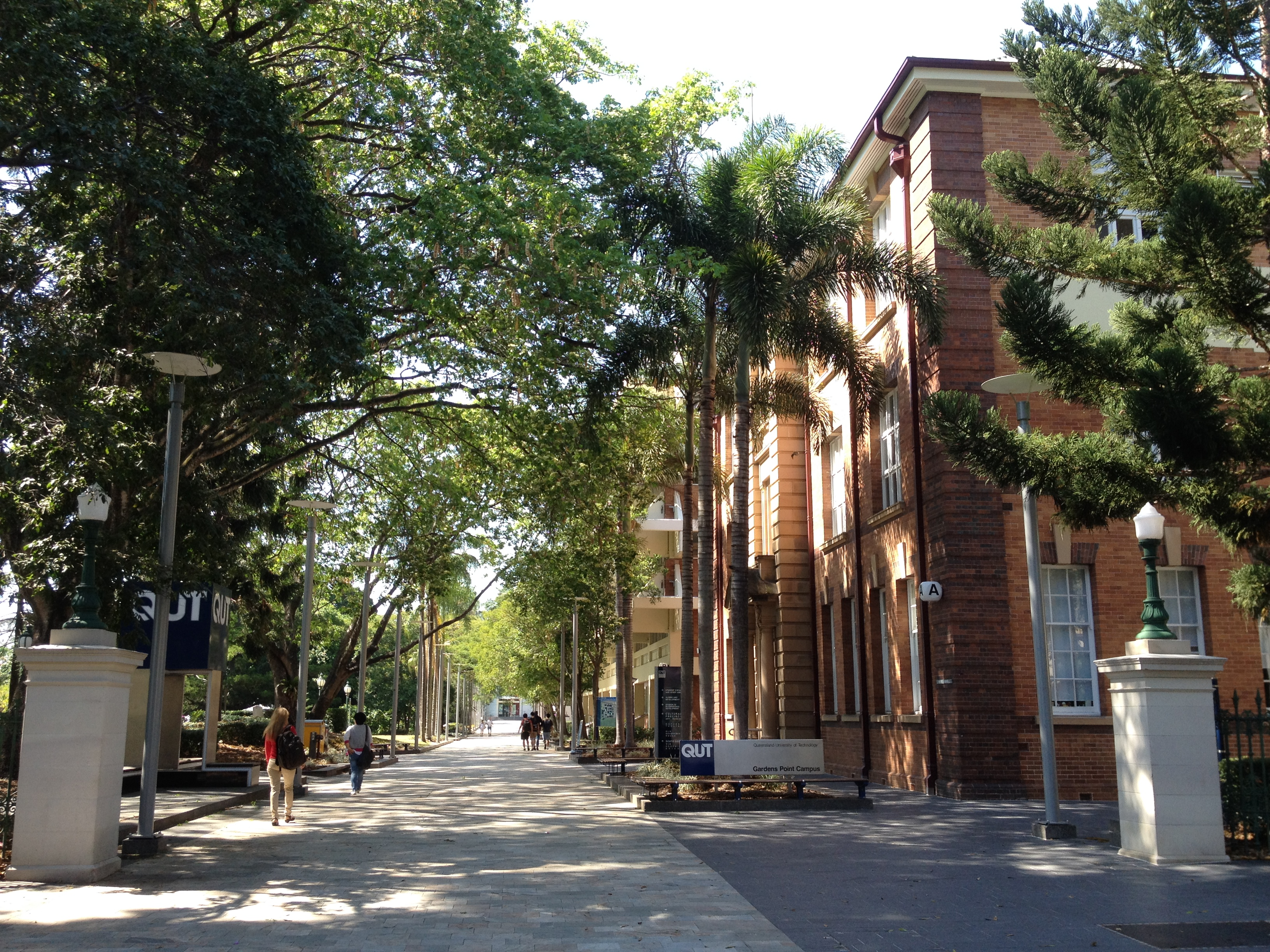
Entrada da QUT Campus Gardens Point

Cursos de Graduação, pós graduação (Lato Sensu e Stricto Sensu) nos campos de:
- Negócios
- Indústria Criativa
- Educação
- Saúde
- Direito
- Ciências e Engenharia

A Escola de Negócios da QUT é uma das 66 únicas no mundo que são aprovadas pelas três mais importantes associações na área (AACSB,AMBA e  EQUIS). A Universidade Estadual de San José, na Califórnia, oferece um programa de Ph.D em Biblioteconomia em conjunto com a QUT 

## Campi
QUT tem três campi, sendo cada um uma microcomunidade, com áreas acadêmicas, recreacionais e de suporte em cada campus.

### Gardens Point
O Campus Gardens Point está localizado no centro de Brisbane, ao lado do Rio Brisbane e adjacente ao Jardim Botânico de Brisbane e ao prédio da Assembleia Legislativa de Queensland. No centro do Campus está a Old Government House, que foi construída em 1862 e reaberta em 2009. As escolas de Negócios, Direito e Ciências e Engenharia estão baseadas nesse campus.

#### Centro de Ciência e Engenharia
O Centro de Ciência e Engenharia da QUT foi completado em Novembro de 2012. Abrange ensino e pesquisa nas disciplinas de ciência, tecnologia, engenharia e matemática. Entre doações e fundos do governo federal para o Projeto, mais de 230 milhões de dólares australianos.

### Kelvin Grove
O Campus Kelvin Grove hospeda as escolas de Indústria Criativa, Educação e Saúde, bem como o Colégio Internacional da QUT e o Instituto de Inovação Biomédica e Saúde. Conectado ao campus Kelvin Grove está o Kelvin Grove Urban Village, uma área de residências privadas, educação, comércio, saúde e negócios. A QUT também oferece a Clínica de Saúde Kelvin Grove, a qual oferece serviços gratuitamente ou de baixo-custo para funcionários, estudantes e público em geral.
Também localizado no campus Kelvin Grove está o "Creative Industries Precinct", que inclui diversos espaços de arte e exibição abertos ao público, como teatros e performances multimídia. Esse espaço foi construído no local que abrigava um antigo quartel do Exército Australiano, que foi descomissionado em 1998, com um custo aproximado de 60 milhões de dólares australianos.

### Caboolture
O campus Caboolture, localizado a 45 km ao norte de Brisbane, compartilha seu espaço com o "Brisbane North Institute of TAFE", uma instituição de ensino profissionalizante. O campus Caboolture oferece graduação em Negócios, Educação e Enfermagem, além de oferecer aulas do primeiro ano de Indústria Criativa.
O campus está situado no meio do caminho entre Brisbane e Sunshine Coast, sendo conveniente para estudantes residentes nas áreas ao redor.